# Tannmühl
Tannmühl war ein Gemeindeteil der Gemeinde Bayrischzell im oberbayerischen Landkreis Miesbach.
Um 1970 wurde Tannmühl als Gemeindeteil aufgehoben und ist heute mit dem Gemeindeteil Bayrischzell verbunden. Die Lage der früheren Einöde und namensgebenden ehemaligen Mühle ist Tannermühlstraße 23 am Nordrand des Pfarrdorfs Bayrischzell.
Ursprünglich als Getreidemühle des Tannerbauern aus Tann errichtet, wurde dort später die Wasserkraft für eine Zimmerei genutzt. Heute gibt es im ehemaligen Mühlenanwesen Wellness-Angebote.
Die Einwohnerzahlen entwickelten sich bis zur letzten getrennten Erfassung im Jahr 1925 bis auf 22 in zwei Wohngebäuden. Im Jahr 1871 gab es drei Einwohner., 1900 waren es vier.